# Клинтън (Кънектикът)
Вижте пояснителната страница за други значения на Клинтън.
Клинтън (на английски: Clinton) е град в Съединени американски щати, в щат Кънектикът, в окръг Мидълсекс. Населението на града през 2005 година е 13 612 души.